# Jakob Bording, o Jovem
Jakob Bording, o Jovem (Hamburgo, 27 de Janeiro de 1547 — Lübeck, 21 de Fevereiro de 1616) foi jurista, burgomestre de Lübeck, Professor de Direito Feudal da Universidade de Rostock, chanceler do Duque de Mecklenburgo. Era filho de Jacob Bording (1511-1560), médico pessoal do rei da Dinamarca e reitor da Universidade de Copenhague. Jacob Bording, o Jovem, estudou Direito em Paris, Heidelberg (1570), Leipzig e Rostock, graduando-se em 1574 quando foi nomeado professor de Direito Feudal.
Nessa mesma época tornou-se conselheiro de João Alberto I (1525-1576) e Ulrico III, Duque de Mecklenburg-Güstrow. Em 1579, recebeu seu diploma de Doutor em Direito da Universidade de Rostock. Em 1582, acompanhou Ulrico III até a Dieta de Augsburgo. Em 1586 foi nomeado chanceler de Mecklenburgo. Em 1600, mudou-se para a cidade hanseática de Lübeck onde foi eleito burgomestre. Em 1610, ele representou a cidade como enviado de Cristiano IV, em Copenhague. Johann Kirchmann (1575-1643) fez uma oração fúnebre para ele. Foi sepultado na Igreja de Santa Maria, em Lübeck.